# Vila Vella de Santa Pau
La Vila Vella de Santa Pau, o nucli antic, de Santa Pau, és el format pel carrer del Pont i el carrer Major, manté el traçat original i ombrívol dels pobles medievals, és juntament amb Besalú, un dels llocs més visitats de la Garrotxa.

## Descripció

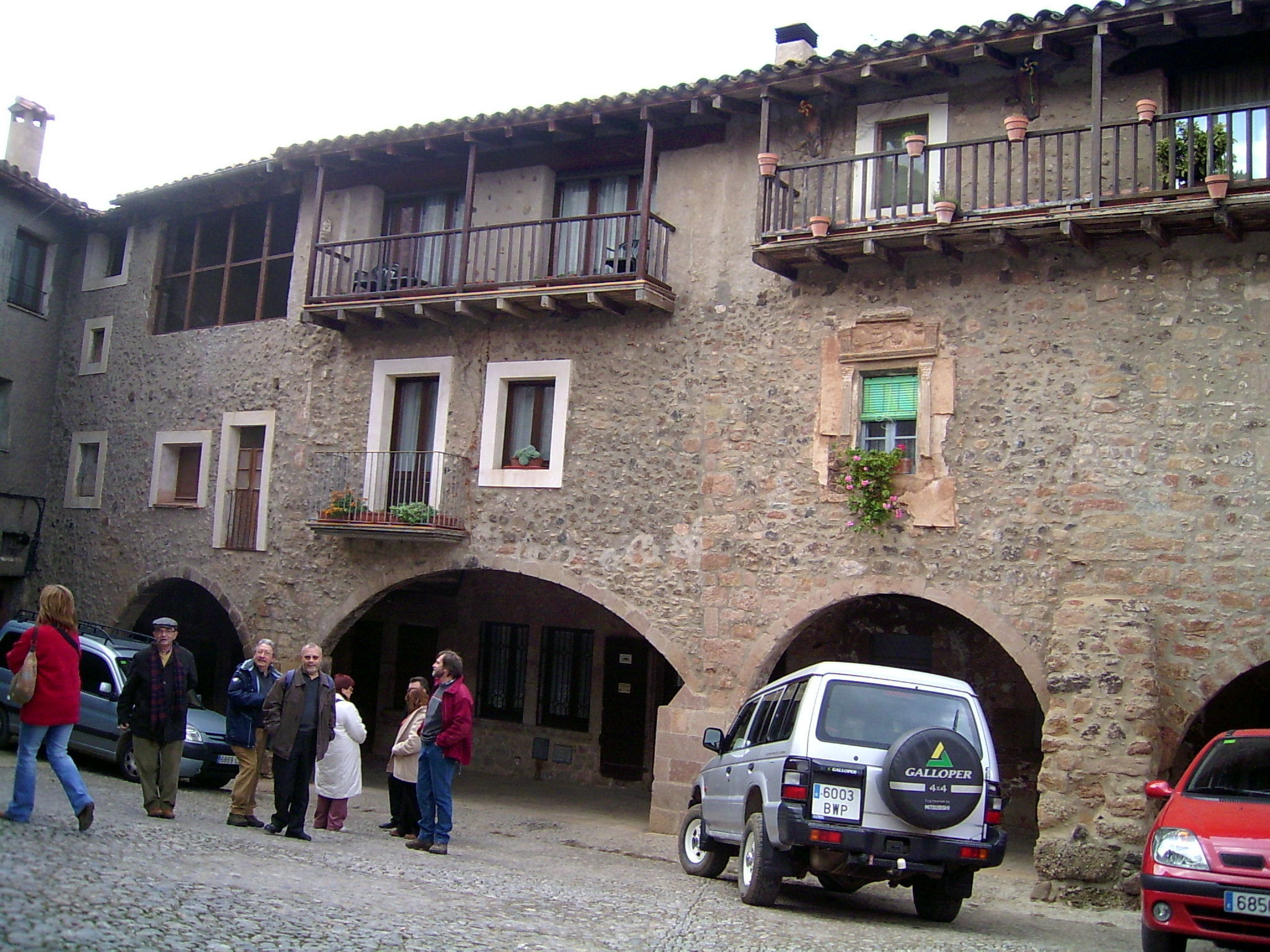
Plaça porticada de Santa Pau

El poble era envoltat per muralles i torres de defensa, amb dues portes, anomenades de la Vila Vella i de la Vila Nova, que encara es conserven i són l'única entrada en aquesta zona del poble. El sector SW d'aquest recinte fortificat el formava el castell o casal dels senyors de Santa Pau, gran edifici de planta quadrangular amb la torre mestra al NE, que ha arribat als nostres dies molt modificat, però que conserva encara finestrals gòtics i d'altres fets el 1653 pel baró Raimon d'Oms a la seva capella dedicada a Sant Antoni. S'hi conserva també una Vera Creu del 1391. La Vila Vella és centrada pel Firal dels Bous, plaça triangular amb porxos de tipologia diversa: arcs apuntats, de mig punt, rebaixats.
Està presidida per l'església de Santa Maria, gòtica, a la qual sembla que el 1430 es va traslladar la parroquialitat que fins aleshores havia ostentat l'església dels Arcs, situada a l'exterior del recinte i malmesa pels terratrèmols de 1427-28. En aquelles dates, doncs, l'església de Santa Pau devia estar construïda o almenys iniciada. Les claus de volta, però, assenyalen que el temple no es devia acabar fins als segles XVI-XVII. Tant a la Vila Vella com a la Vila Nova (formada posteriorment) es conserven nombrosos edificis amb portes i finestres que podem datar des del segle xiv o XV, així com llindes on apareixen dates del segle xvi fins al XIX. A la Vila Nova, cal esmentar, a més, l'hospital de Sant Sebastià i Sant Llàtzer, documentat des del segle xv, però amb moltes reformes posteriors.

## Història
El topònim Santa Pau és documentat per primera vegada l'any 878, i el seu castell cap al 929-935. L'origen de l'actual vila de Santa pau cal cercar-lo en la carta de població donada per Ponç, senyor de Santa Pau i de Finestres, el 1300, als habitants de la cellera de Santa Maria (aleshores dels Arcs) que es vulguessin establir al voltant del castell i formar una nova vila, cap de la baronia de Santa Pau. El 1391, el testament del baró Hug d'Almenar expressa el seu desig de construir una nova església dins del recinte murat, ja que es continuava fent servir la de Santa Maria dels Arcs. Aquesta nova església no es devia, iniciar, però, fins entrat el segle xv, i sembla que cap al 1430 s'hi va traslladar la parroquialitat.